# Кичевско-Дебърска македонска народоосвободителна бригада
Кичевско-Дебърската македонска народоосвободителна бригада е комунистическа партизанска единица във Вардарска Македония, участвала в така наречената Народоосвободителна войска на Македония.
Създадена е в началото на октомври 1944 година. Състои се от около 650 души и е създадена като допълваща бригада в състава на четиридесет и осма македонска дивизия на НОВЮ. От цялата бригада само 30 души имали оръжия. На 6 октомври 1944 година бригадата получава нареждане да се придвижи към Горно Яболчище и да влезе в рамките на Първа македонска ударна бригада.